# Aspelta

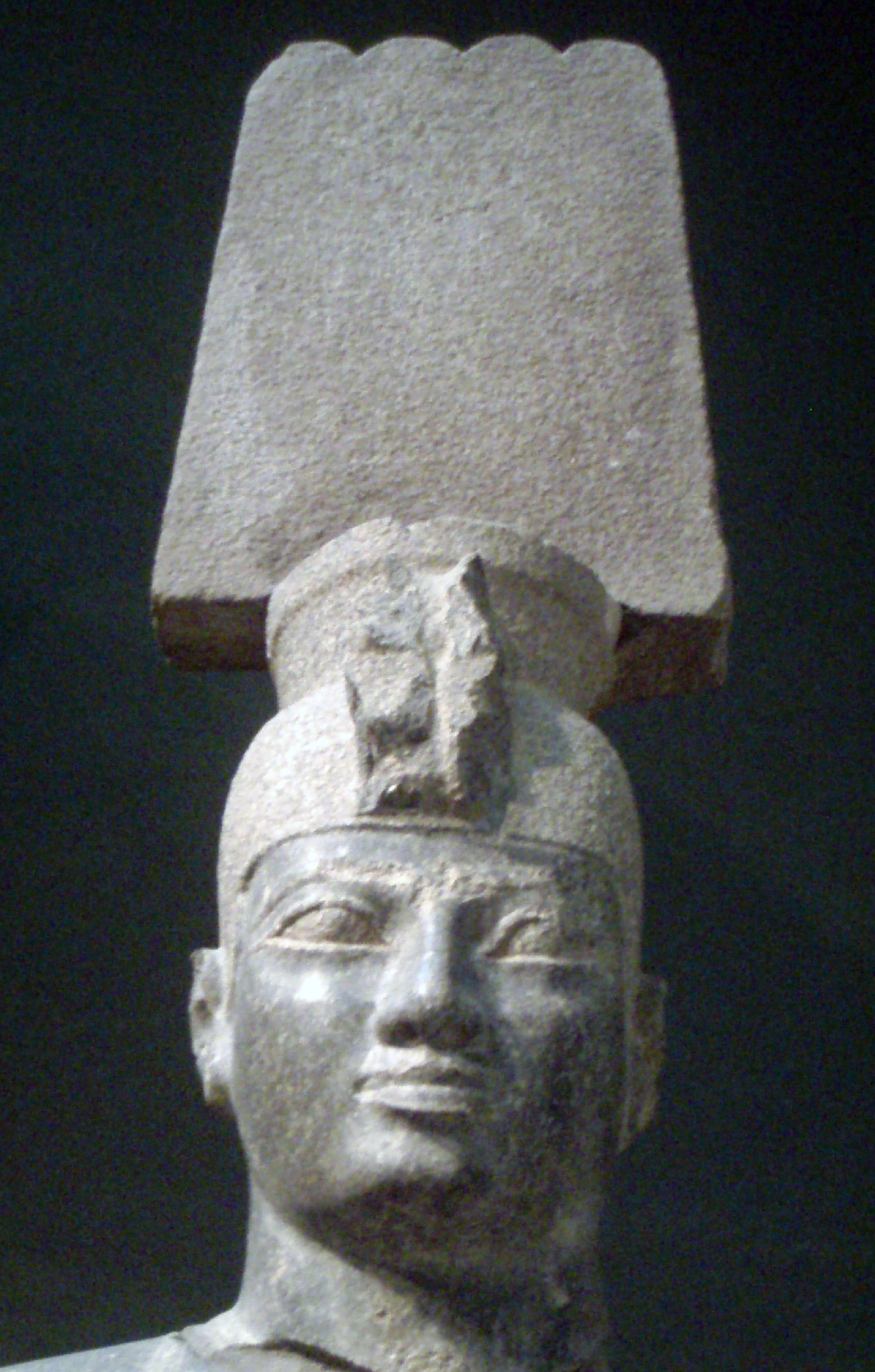
Aspelta

Aspelta (circa 600 tot 580 v.Chr) was de koning van Koesj, een gebied in het huidige Noord-Soedan, rond 593 v.Chr. Hij was de zoon van koning Senkamanisken en koningin Nasalsa.